# Dendromunna bruuni
Dendromunna bruuni là một loài chân đều trong họ Dendrotionidae. Loài này được George miêu tả khoa học năm 2004.